# Carelle (Sobrado)
Carelle (llamada oficialmente San Lourenzo de Carelle) es una parroquia y una aldea española del municipio de Sobrado, en la provincia de La Coruña, Galicia.

## Entidades de población
Entidades de población que forman parte de la parroquia (entre paréntesis el nombre oficial y en gallego si difiere del nombre en español):
- Campelos
- Carelle
- Casanova (A Casanova)
- Castro
- Froxa
- La Iglesia (A Igrexa)
- Lamas
- Madelos
- Perujil (O Peroxil)
- Piñeiro (Piñeiro de Abaixo)
- Seijo (O Seixo)
- Senín
- Tamarela (A Tamarela)
- As Tres Casas
- Xiá

## Demografía

### Parroquia
| Gráfica de evolución demográfica de Carelle (parroquia) entre 2000 y 2022 |
|                                                                           |
| Datos según el nomenclátor publicado por el INE.                          |

### Aldea
| Gráfica de evolución demográfica de Carelle (aldea) entre 2016 y 2022 |
|                                                                       |
| Datos según el nomenclátor publicado por el INE.                      |